# 철령
철령(鐵嶺)은 조선민주주의인민공화국 강원도 고산군과 회양군 사이에 있는 고개이다. 높이는 677m이다. 고개의 서쪽을 관서 지방, 북쪽을 관북 지방, 동쪽을 관동 지방이라고 한다. 철령을 지나는 도로가 있어 두 지역을 연결한다. 대한민국은 철령을 지나는 도로를 국도 제31호선으로 지정하였다.

## 같이 보기
- 철령위
- 철령위 문제